# Géologie-Archipel
Der Géologie-Archipel ist ein kleiner Archipel felsiger Inseln und Rifffelsen vor der Küste des ostantarktischen Adélielands. Er liegt nördlich des Kap Géodésie und der Astrolabe-Gletscherzunge und reicht von der Hélène-Insel im Westen bis zur Pasteur-Insel in den Dumoulin-Inseln im Osten. Neben diesen gehören folgende Inseln dazu:
- Marégraphe-Insel (Île du Marégraphe),
- Rostand-Insel (Île Jean Rostand),
- Carrel-Insel (Île Alexis Carrel),
- Lamarck-Insel (Île Lamarck),
- Gouverneur-Insel (Île du Gouverneur),
- Pétrel-Insel (Île des Pétrels),
- Bernard-Insel (Île Claude Bernard),
- Île du Lion,
- Buffon-Inseln (Îles Buffon),
- Curie-Insel (Île Curie),
- Fram-Inseln (Îles Fram),
- Cuvier-Insel (Île Cuvier),
- Ifo-Insel (Île Ifo),
- Rocher du Débarquement.

Teilnehmer der Dritten Französischen Antarktisexpedition (1837–1840) unter der Leitung des Polarforschers Jules Dumont d’Urville landeten im Januar 1840 an den Débarquementfelsen und den Dumoulin-Inseln an, um hier geologisches Material einzusammeln. Folgerichtig benannten sie eine Landmarke an der Festlandküste südlich der Debarquementfelsen als Pointe Géologie. In Teilen wurde der heutige Archipel anhand von Luftaufnahmen kartiert, die bei der US-amerikanischen Operation Highjump (1946–1947) entstanden. Nach Vermessungen durch französische Wissenschaftler zwischen 1950 und 1952 gaben diese dem gesamten Archipel den heute gültigen Namen.